# Zajączki (województwo podlaskie)
Zajączki – wieś w Polsce położona w województwie podlaskim, w powiecie białostockim, w gminie Juchnowiec Kościelny.
W latach 1975–1998 miejscowość należała administracyjnie do województwa białostockiego.
We wsi znajduje się prawosławna kaplica-sanktuarium pod wezwaniem Kazańskiej Ikony Matki Bożej, należąca do parafii w Kożanach.
Wierni kościoła rzymskokatolickiego należą do parafii Niepokalanego Poczęcia Najświętszej Maryi Panny w Tryczówce.

## Zabytki
- Chaty drewniane z XIX/XX wieku o zdobionych szczytach, rzeźbionych nadokiennikach i narożnikach.
- Grodzisko z X wieku o średnicy około 30 metrów i wysokości 1 metra, położone na prawym brzegu Narwi, na brzegu rzeczki Krajni. Grodzisko otaczała fosa szerokości 5 metrów. Wał obłożony był kamieniami, a na nim znajdował się drewniany parkan. Razem z grodami w Zbuczu i Klukowiczach można go wiązać z „mazowiecką” falą zasiedlenia tych terenów. Zostały one następnie zniszczone przed 1041 r. przez książąt kijowskich. Wykopaliska wskazują, że znajdująca się obok osada może być datowana od czasów neolitu do wczesnego średniowiecza, gdy został zniszczony gród. Osada funkcjonowała ponownie w XIII wieku[7]. Dawniej grodzisko w literaturze funkcjonowało pod nazwą „Kożany”.
- Spichlerz z II poł.  XIX w., położony w gospodarczej części dawnego majątku Kożany, oraz pozostałości parku wraz ze stawem.[8]

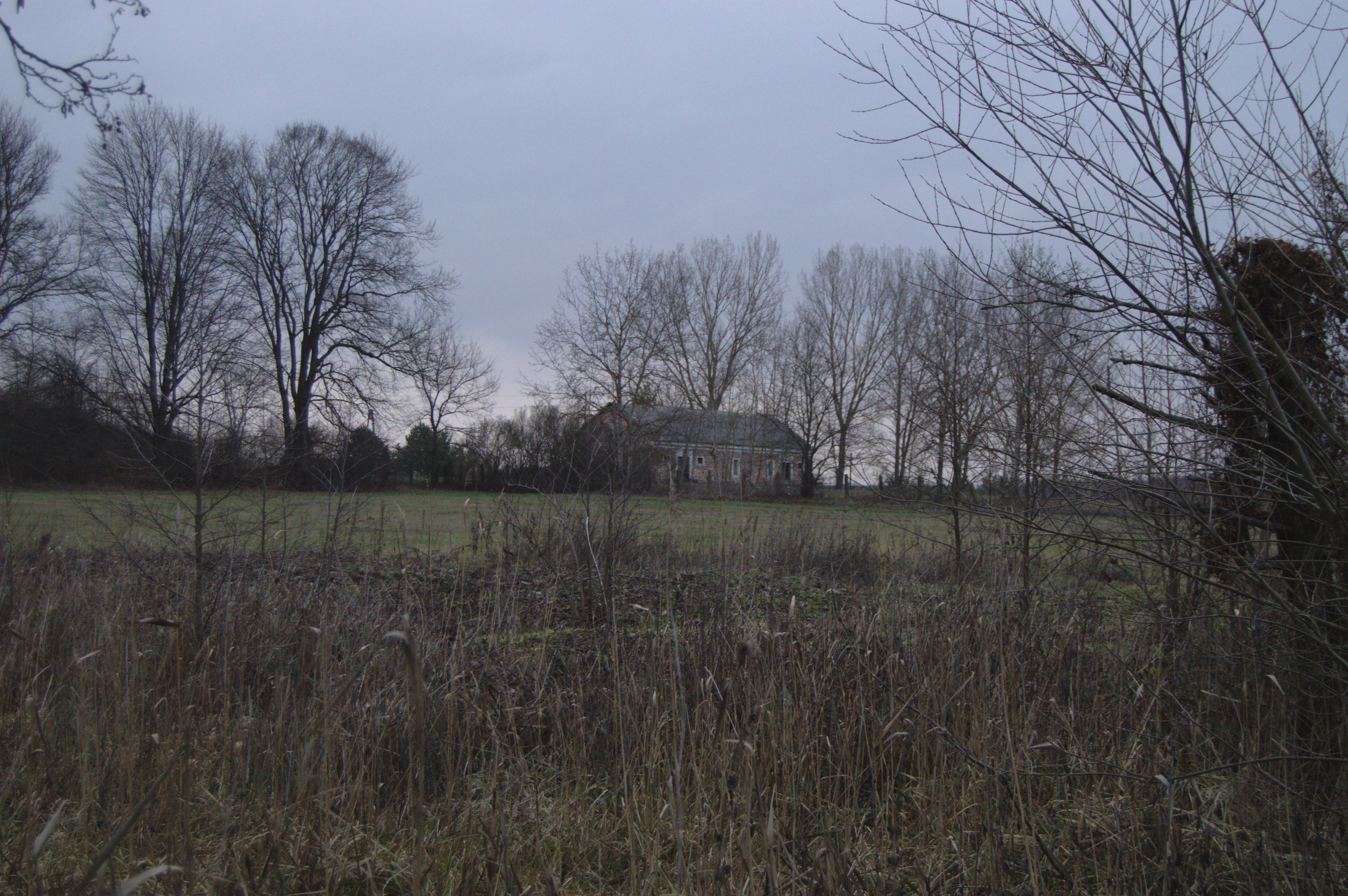
Spichlerz i park dworski w Zajączkach